# Pinc

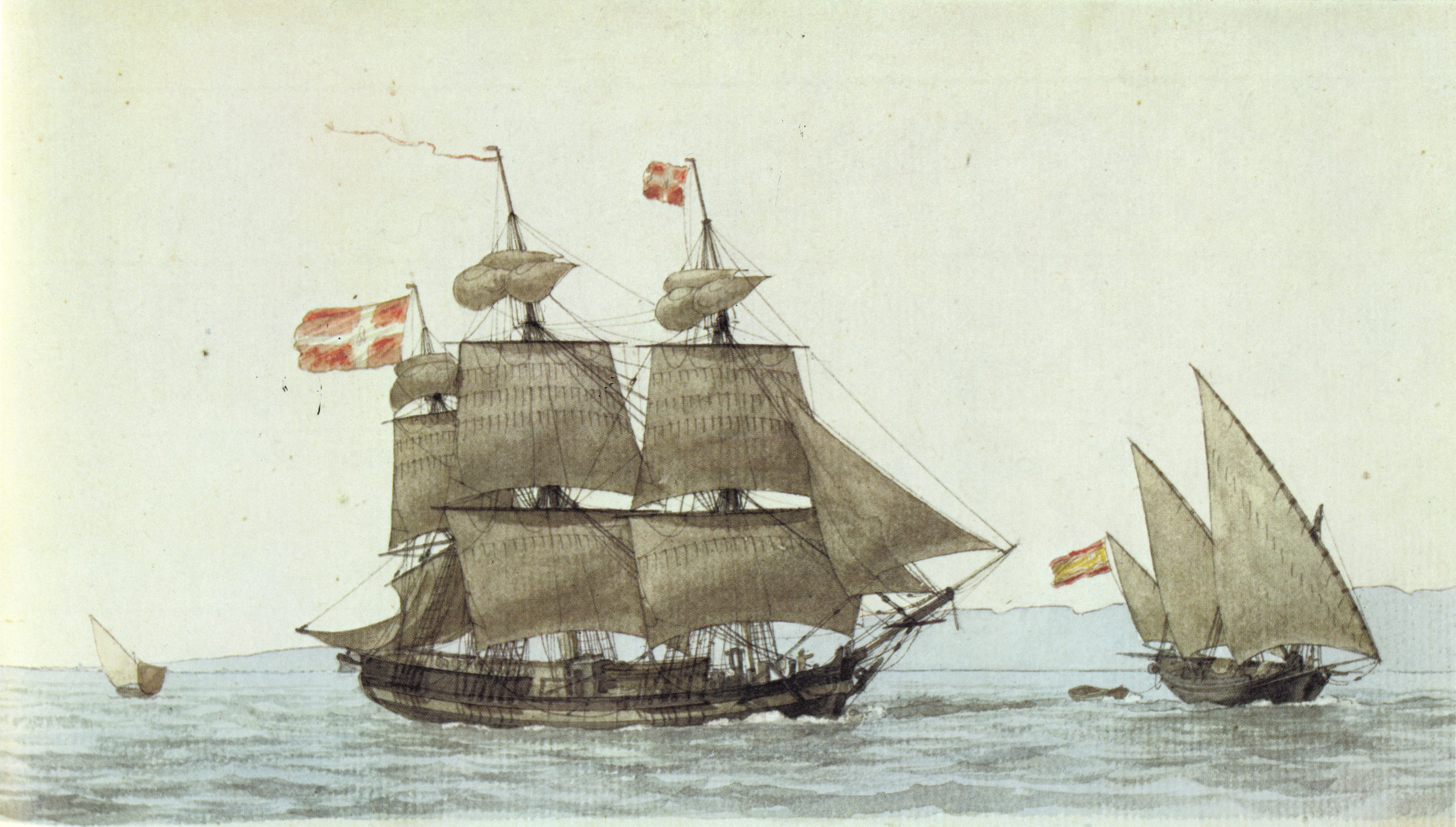
Fragata danesa i pinc espanyol (vaixell petit a la dreta)
Marina d'Antoine Roux

Entre els vaixells tradicionals, un pinc és un vaixell de càrrega molt semblant al xabec però amb una mànega sensiblement més gran. N'hi havia amb un arqueig de fins a 200 tones, segons una font catalana. Però hi ha pincs de 500 tones documentats. L'aparell original era llatí, amb tres pals: trinquet, mestre i mitjana. Era molt difós al mediterrani als segles xviii i xix. També hi havia pincs amb aparells híbrids de manera semblant al llondro. Alguns diccionaris fan el pinc i el llondro equivalents.

## Característiques
Alguns diccionaris ofereixen definicions parcials que, unides a altres documents (escrits i gràfics), permeten resumir les característiques principals dels pincs més freqüents.

### Arqueig
Entre 150 i 500 tones.

### Forma del buc
De construcció robusta i de formes semblants a les del xabec. Mànega important, amb gran capacitat de càrrega i poc calat. Sortida de popa molt fina a l'obra viva (la part sumergida) i amb una plataforma formada per dos suports horitzontals en voladís i un engraellat practicable per a la maniobra amb l'arbre de mitjana. Proa fina al nivell de l'aigua, rematada amb un bec format per dos suports units a les amures i units per travessers formant una mena d'escala.

### Aparell
L'aparell original consistia en tres pals i veles llatines: trinquet, mestre i mitjana. Posteriorment era freqüent aparellar el trinquet i el mestre amb veles quadres.
Hi ha exemples d'aparells amb veles llatines i, a la vegada, amb veles quadres hissades a la manera de gàbies. També era freqüent, amb vents forts o navegant d'empopada, arriar les antenes i navegar amb veles quadres hissades als pals trinquet i mestre.

### Armament
Malgrat de tractar-se de vaixells de càrrega, molts pincs anaven armats per a defensar-se de corsaris i pirates. Els pincs podien emprar-se també en activitats militars, de cors i pirateria.
|  |  |

## Curiositat
En algunes contrades catalanes els pincs eren anomenats filibots. No es coneix la causa d'aquesta denominació, que identifica amb el mateix nom vaixells molt diferents.

## Documents
Una llista cronològica de fets protagonitzats per pincs permet aproximar-se a la difusió i usos d'aquesta mena de vaixells.
- 1633. “Pink” neerlandès.[10]
- 1641. En una operació de transport de la Guerra dels Segadors, i formant part d'un estol de 17 vaixells i 3 tartanes des de Nàpols a Cartagena, hi participaren tres pincs. De 500, 350 i 320 tones, respectivament.[11]
- 1716. El mes de maig un pinc català arriba a Gènova des de Barcelona després d'un viatge de 25 dies. Porta notícies dels abusos dels castellans i d'una lluita de catalans sense armes revoltats.[12]
- 1717. "Pink" Mary Ann de Dublin.[13]
- 1722. Pinc corsari de 8 canons prova de capturar un pinc d'Eivissa.[14]
- 1743. Pinc napolità arribat a Messina des de Misolonghi es posat en quarantena.[15]
- 1758. La Companyia de Comerç de Barcelona va comprar una tartana francesa (de nom “La Diligente Fortuna”) i la va convertir en el pinc “San Juan y San Severo” de 3.500 quintars. El buc era el mateix però l'aparell degué canviar de dos pals a tres. Probablement el trinquet va passar a hissar veles de creu.[16]
- 1761. "Pinke".[17]
- 1764. Diversos pincs en un combat naval.[18]
- 1777. Pinc genovès fugit de pirates barbarescs.[19]
- 1780. Combat, sense vent, entre un corsari algerià (amb un xabec i un pinc) i una galera genovesa. Amb victòria dels genovesos.[20]
- 1780. El pinc corsari “Valeroso” comandat per Martí Badia arriba a Palamós amb un vaixell recuperat a un xabec corsari de Maó. La narració esmenta l'ús del català en el combat.[21]
- 1786. Pinc guardacostes de Sardenya.[22]